# Liste der türkischen Botschafter im Vereinigten Königreich
In dieser Liste der türkischen Gesandten im Vereinigten Königreich sind Gesandte und Botschafter seit 1793 aufgeführt.
Die Türkische Botschaft London befindet sich auf der Prachtstraße Belgrave Square 43, im Stadtteil Royal Borough of Kensington and Chelsea.

## Geschichte
Bereits Murad III. tauschte mit Elisabeth I. 1579 Briefe aus. Der erste Minister Resident an der Hohen Pforte von Istanbul war 1583 William Harborne. Die Handelsverträge mit dem Osmanischen Reich wurden in Kapitulationen vom Sultan festgelegt.

### Ereignisse
Im Juli 1867 war Sultan Abdülaziz auf Staatsbesuch in London.
Am 1. August 1950 beantragte die türkische Regierung in London die Aufnahme in die NATO.
Nach Auskunft der türkischen Botschaft in London stürzte das Flugzeug, des von den Militärs hingerichteten Adnan Menderes, am 17. Februar 1959 in der Nähe von London ab. Cevdet Sunay war vom 1. bis zum 8. November 1967 zum Staatsbesuch in London. Kenan Evren war vom 12. bis 15. November 1987 zum Staatsbesuch in London. Am 12. Juli 1991 protestierte die Arbeiterpartei Kurdistans vor der Botschaft.

### Residenzen
Der türkische Ambassador to the Court of St James’s residierte
- Ab 1793 in 69 Portland Place
- Ab 1901 in Bryanston Square
- Ab 1954 in 43 Belgrave Square in Belgravia London.[2]

| Ernennung/Akkreditierung | Name                                                                 | Bemerkungen                                                                                     | Posten verlassen |
| ------------------------ | -------------------------------------------------------------------- | ----------------------------------------------------------------------------------------------- | ---------------- |
| 1793                     | Yusuf Agah Efendi 1793                                               | (* 1744 in Tripoli; † 1824 in Istanbul). bei Georg III. akkreditiert.                           |                  |
| 1796                     | İsmail Ferruh Efendi                                                 |                                                                                                 |                  |
| 1806                     | Sıdkı Efendi                                                         | Geschäftsträger                                                                                 | 1810             |
| 1811                     | Ramadani Efendi                                                      | Geschäftsträger                                                                                 | 1821             |
| 1832                     | Mavroyani                                                            | Geschäftsträger                                                                                 |                  |
| 1834                     | Mehmed Namık Pasha                                                   | Gesandter; überreichte sein Akkreditierungsschreiben als türkischer Minister am 8. Oktober 1834 |                  |
| 1834                     | Nuri Efendi                                                          | [ 7 ]                                                                                           | 1835             |
| 1836                     | Mustafa Reşid Pascha                                                 | Botschafter (Büyük Elçi); späterer Großwesir                                                    | 1837             |
| 1837                     | Şevket Bey                                                           | Geschäftsträger                                                                                 | 1838             |
| 1837                     | İbrahim Sarim Efendi                                                 | Sondergesandtschaft zur Thronbesteigung Königin Viktorias. Späterer Großwesir.                  |                  |
| 1838                     | Ahmed Fethi Pascha                                                   | Sondergesandtschaft zur Krönungszeremonie Königin Viktorias                                     |                  |
| 1838                     | İbrahim Sarim Efendi                                                 | Botschafter (Büyük Elçi)                                                                        |                  |
| 1838                     | Mustafa Reşid Pascha                                                 | zweite Amtszeit; Botschafter (Büyük Elçi)                                                       | 1840             |
| 1840                     | Nuri Efendi                                                          | Sondergesandtschaft                                                                             |                  |
| 1840                     | Şekip Efendi                                                         | Botschafter (Büyük Elçi)                                                                        |                  |
| 1842                     | Ali Efendi                                                           | Botschafter (Büyük Elçi). Späterer Großwesir Mehmed Emin Ali Pascha.                            | 1844             |
| 1844                     | İbrahim Sarim Efendi                                                 | Botschafter (Büyük Elçi)                                                                        |                  |
| 1845                     | Şekip Efendi                                                         | Zweite Amtszeit. Botschafter (Büyük Elçi)                                                       |                  |
| 1846                     | Kalimaki Bey                                                         | Geschäftsträger                                                                                 | 1848             |
| 1848                     | Kâmil Pascha                                                         | Geschäftsträger                                                                                 |                  |
| 1848                     | Kıbrıslı Mehmed Emin Pascha                                          | Botschafter (Büyük Elçi). Späterer Großwesir.                                                   |                  |
| 1851                     | Kostaki Musurus Paşa                                                 | (* 1807; † 1891) Botschafter (Orta Elçi; ab 1856 Büyük Elçi)                                    |                  |
| 1887                     | Rüstem Pasha                                                         | Botschafter (Büyük Elçi). Namensvetter von Rüstem Pasha.                                        | 1896             |
| 1896                     | Costaki Anthopoulos Pascha                                           | Botschafter (Büyük Elçi)                                                                        | 1902             |
| 1897                     | Münir Pascha                                                         | Sondergesandtschaft zum 60. Jubiläum der Thronbesteigung Königin Viktorias                      |                  |
| 1901                     | Karatodori Pascha; Turhan Pascha; Nasır Pascha                       | Sondergesandtschaft zum Begräbnis Königin Viktorias und zur Thronbesteigung König Edwards       |                  |
| 1903                     | Stephen Musurus Pasha                                                | (* 1841; † 1907) Botschafter (Büyük Elçi)                                                       |                  |
| 1908                     | Halil Rıfat Pascha                                                   | Botschafter (Büyük Elçi)                                                                        | 1909             |
| 1909                     | Muhtar Pascha                                                        | Sondergesandtschaft zur Thronbesteigung Sultan Mehmeds V.                                       |                  |
| 1909                     | Ahmed Tevfik Pascha                                                  | Botschafter (Büyük Elçi)                                                                        | 1914             |
|                          | Von 1914 bis 1924 waren die diplomatischen Beziehungen unterbrochen. |                                                                                                 |                  |
| 1923                     | Yusuf Kemal Tengirşenk                                               | Wurde zwar zum Gesandten ernannt, lehnte aber ab und blieb stattdessen Parlamentsabgeordneter   | 1923             |
| 1924                     | Zekai Apaydin                                                        | auch Zekiai Bey                                                                                 | 1924             |
| 1925                     | Ahmet Ferit Tek                                                      |                                                                                                 | 1932             |
| 1934                     | Münir Ertegün                                                        | auch Mehmet Munir Bey                                                                           | 1934             |
| 1934                     | Fethi Okyar                                                          |                                                                                                 | 1939             |
| 1939                     | Tevfik Rüştü Aras                                                    |                                                                                                 | 1942             |
| 1942                     | Rauf Orbay                                                           | auch Huseyin Rauf Orbay                                                                         | 1944             |
| 1944                     | Rusen Esref Ünaydin                                                  |                                                                                                 | 1944             |
| 1945                     | Cevat Açikalin                                                       |                                                                                                 | 1952             |
| 1952                     | Hüseyin Ragip Baydur                                                 |                                                                                                 | 1954             |
| 1955                     | Suat Hayri Ürgüplü                                                   |                                                                                                 | 1957             |
| 1957                     | Muharrem Nuri Birgi                                                  |                                                                                                 | 1960             |
| 1960                     | Feridun Cemal Erkin                                                  |                                                                                                 | 1962             |
| 1962                     | Kemal Nejat Kavur                                                    |                                                                                                 | 1963             |
| 1964                     | Zeki Kuneralp                                                        |                                                                                                 | 1964             |
| 1966                     | Ümit Hluk Bayülken                                                   |                                                                                                 | 1969             |
| 1969                     | Zeki Kuneralp                                                        |                                                                                                 | 1972             |
| 1972                     | Turgut Menemencioglu                                                 |                                                                                                 | 1978             |
| 1978                     | Vahap Asiroglu                                                       |                                                                                                 | 1981             |
| 1981                     | Rahmi Gümrükçüoglu                                                   |                                                                                                 | 1989             |
| 1989                     | Nurver Nures                                                         |                                                                                                 | 1990             |
| 1991                     | Candemir Önhon                                                       |                                                                                                 | 1994             |
| 1995                     | Özdem Sanberk                                                        |                                                                                                 | 1999             |
| 2000                     | Korkmaz Haktanir                                                     |                                                                                                 | 2002             |
| 2003                     | Akin Alptuna                                                         |                                                                                                 | 2006             |
| 2007                     | Mehmet Yigit Alpogan                                                 | August 2003–2004 Botschafter in Athen                                                           | 2010             |
| 2010                     | Ahmet Ünal Çeviköz                                                   |                                                                                                 | 2014             |
| 2014                     | Abdurrahman Bilgiç                                                   | [ 21 ]                                                                                          |                  |